# Atarbolana exoconta
Atarbolana exoconta är en kräftdjursart som beskrevs av Bruce och Javed 1987. Atarbolana exoconta ingår i släktet Atarbolana och familjen Cirolanidae. Inga underarter finns listade i Catalogue of Life.